# Piękno objawione
Piękno objawione (ang. Beauty Revealed) – miniatura wykonana akwarelą na kości słoniowej przez amerykańską malarkę Sarah Goodridge. Obraz przedstawia nagie piersi artystki otoczone białym materiałem. Jest to intymny autoportret, który malarka wykonała dla polityka Daniela Webstera, wieloletniego przyjaciela i prawdopodobnie kochanka. Miniatura znajduje się w zbiorach Metropolitan Museum of Art.

## Okoliczności powstania
Sarah Goodridge była malarką-autodydaktą specjalizującą się w miniaturowych portretach na kości słoniowej. Mieszkała w Bostonie, gdzie otworzyła swoją pracownię i wykonywała liczne zlecenia portretowe. Przez wiele lat utrzymywała znajomość z Danielem Websterem, politykiem, który rozpoczął karierę jako senator z Massachusetts w 1827 roku. Goodridge i Webster prowadzili regularną korespondencję, z której zachowały się czterdzieści cztery listy wysłane przez Webstera do malarki w latach 1827–1851. Korespondencja nie zdradza intymnego związku, ale z czasem pozdrowienia stały się bardziej poufałe, a ostatnie listy były adresowane do „drogiej, dobrej przyjaciółki”. Treść jest rzeczowa i serdeczna, Webster pomógł jej znaleźć pracownię, w której później pozował do portretu, a także zaprosił ją do swojego biura w Bostonie. Listy od malarki nie zachowały się. Goodridge w przeciągu dwóch dekad namalowała go kilkanaście razy. Kiedy pierwszy raz dla niej pozował był żonaty i miał trójkę dzieci. Gdy w 1828 roku zmarła jego pierwsza żona, stał się przedmiotem plotek w Waszyngtonie dotyczących jego rzekomej rozwiązłości; wielu podejrzewało, że Goodridge była jego kochanką. Ponownie ożenił się w 1829 roku z pochodzącą z zamożnej i prominentnej rodziny Caroline LeRoy. Potrzebował znacznych funduszy dla wsparcia swoich ambicji i politycznej kariery. Goodridge nigdy nie wyszła za mąż. Malarka, która praktycznie nie opuszczała okolic Bostonu, przynajmniej dwukrotnie odwiedziła go w Waszyngtonie. Wizyty miały miejsce w okresie zimowym – Webster, który był w tym czasie senatorem, spędzał tę porę roku w stolicy. Goodridge odwiedziła go po śmierci jego żony zimą 1828–1829 roku, ponownie na przełomie lat 1841–1842 po tym, jak rozstał się z drugą żoną i być może także w 1832 roku.
Piękno objawione powstało w okresie popularności miniatur portretowych, które pojawiły się w Stanach Zjednoczonych pod koniec XVIII wieku. Jednocześnie był to bezprecedensowy przykład artystycznego wyrażenia uczuć, poprzez intymny, miniaturowy akt. W Anglii i Francji w XIX stuleciu istniał zwyczaj wymieniania się miniaturami przedstawiającymi oko – „jestem z Tobą i widzę Cię”. Był to sposób na noszenie przy sobie portretu ukochanej osoby bez ujawniania jej tożsamości. Jednak tego typu miniatury nie zdobyły popularności w Ameryce. Według potomków Webstera Piękno objawione jest autoportretem malarki, intymną pamiątką wykonaną dla przyjaciela i prawdopodobnie kochanka. Otrzymał go po śmierci żony, możliwe, że malarka chciała sprowokować go do poślubienia jej.

## Opis obrazu
| Miniatury portretowe autorstwa Sarah Goodridge |                      |
| Sarah Goodridge, 1830                          | Daniel Webster, 1825 |

Prostokątna miniatura o wymiarach 6,7 × 8,0 cm miała pierwotnie papierowy podkład z datą 1828 na odwrocie, który zaginął. Czerwone etui, w którym jest obecnie eksponowana, jest współczesne. Została namalowana akwarelą na podobraziu z kości słoniowej. Płytka oraz nałożone na niej warstwy farby są tak cienkie, że prześwitujące przez nią światło sprawia wrażenie, że ciało jaśnieje. Gradacja kolorów daje efekt trójwymiarowości. Miniatura jest przykładem mistrzowskiego opanowania techniki kropkowania i kreskowania stosowanej na tego typu nośniku. Kość słoniowa była powszechnie stosowana w amerykańskiej miniaturze, ale w tym przypadku posłużyła także do imitacji tekstury i koloru skóry. Piersi są otoczone jasnymi fałdami delikatnego materiału, który miejscami odbija światło.
Goodridge prawdopodobnie namalowała Piękno objawione patrząc na siebie w lustrze, uchwyciła takie szczegóły jak pieprzyk czy pojedyncze przebarwienie. Malarka miała wtedy 40 lat. Według krytyka sztuki Chrisa Packarda piersi na miniaturze wydają się młodsze, mają „stabilność, bladość i jędrność”, impregnowaną harmonią światła, koloru i równowagi. Kilka prac zostało przytoczonych jako możliwe inspiracje, w tym Śpiąca Ariadna na wyspie Naksos Johna Vanderlyna oraz rzeźba Venus Victrix Horatia Greenougha.

## Proweniencja
Miniatura należała do Daniela Webstera aż do jego śmierci i pozostała w jego rodzinie przez ponad wiek. W posiadaniu Webstera, a następnie jego spadkobierców, znajdował się także późniejszy autoportret malarki, jej sztalugi i przybory malarskie. Potomkowie Webstera utrzymywali, że był zaręczony z malarką. W 1981 roku miniaturę sprzedano na aukcji w Christie’s, a następnie w Alexander Gallery w Nowym Jorku. Została nabyta przez nowojorskich kolekcjonerów Richarda i Glorię Manney i była ich własnością przez 30 lat, po czym przekazali ją Metropolitan Museum of Art w 2006 roku.